# Väike-Ula
Koordinaten: 58° 4′ N, 22° 7′ O
Väike-Ula ist ein Dorf (estnisch küla) auf der größten estnischen Insel Saaremaa. Es gehört zur Landgemeinde Saaremaa (bis 2017: Landgemeinde Salme) im Kreis Saare. Bis zur Neugründung der Landgemeinde Saaremaa hieß der Ort „Ula“ und wurde umbenannt, um sich von Ula zu unterscheiden, da beide nun in derselben Landgemeinde liegen.
Das Dorf hat zwei Einwohner (Stand 31. Dezember 2011).